# Calochortus tolmiei
Calochortus tolmiei är en liljeväxtart som beskrevs av William Jackson Hooker och George Arnott Walker Arnott. Calochortus tolmiei ingår i släktet Calochortus och familjen liljeväxter. Inga underarter finns listade.

## Bildgalleri

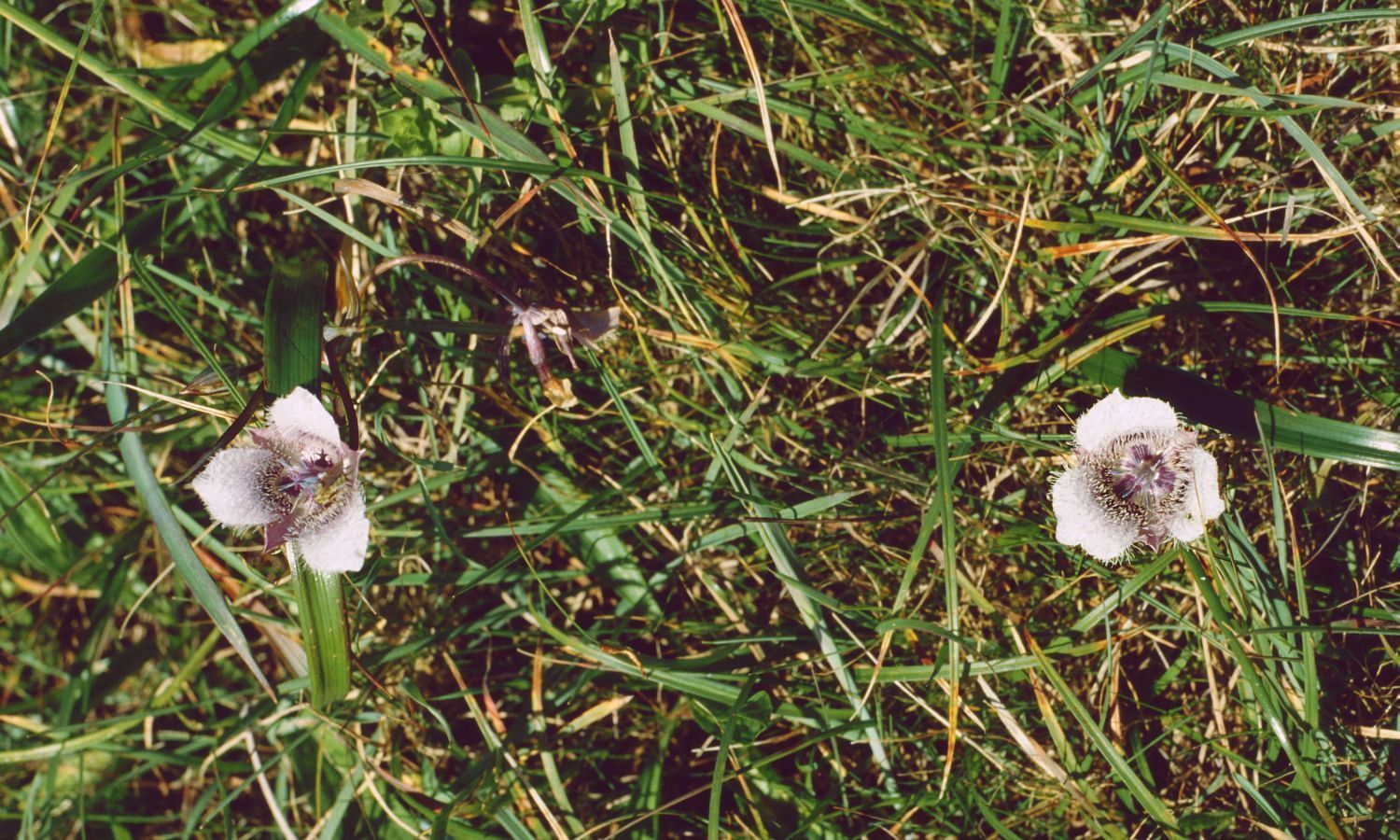
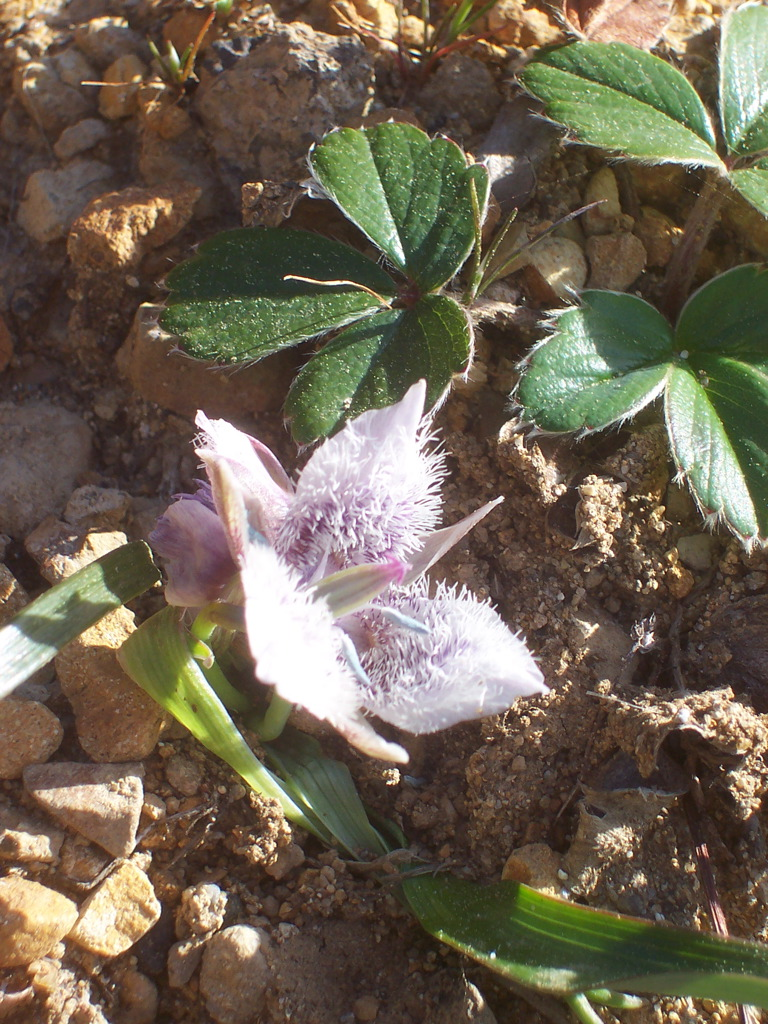
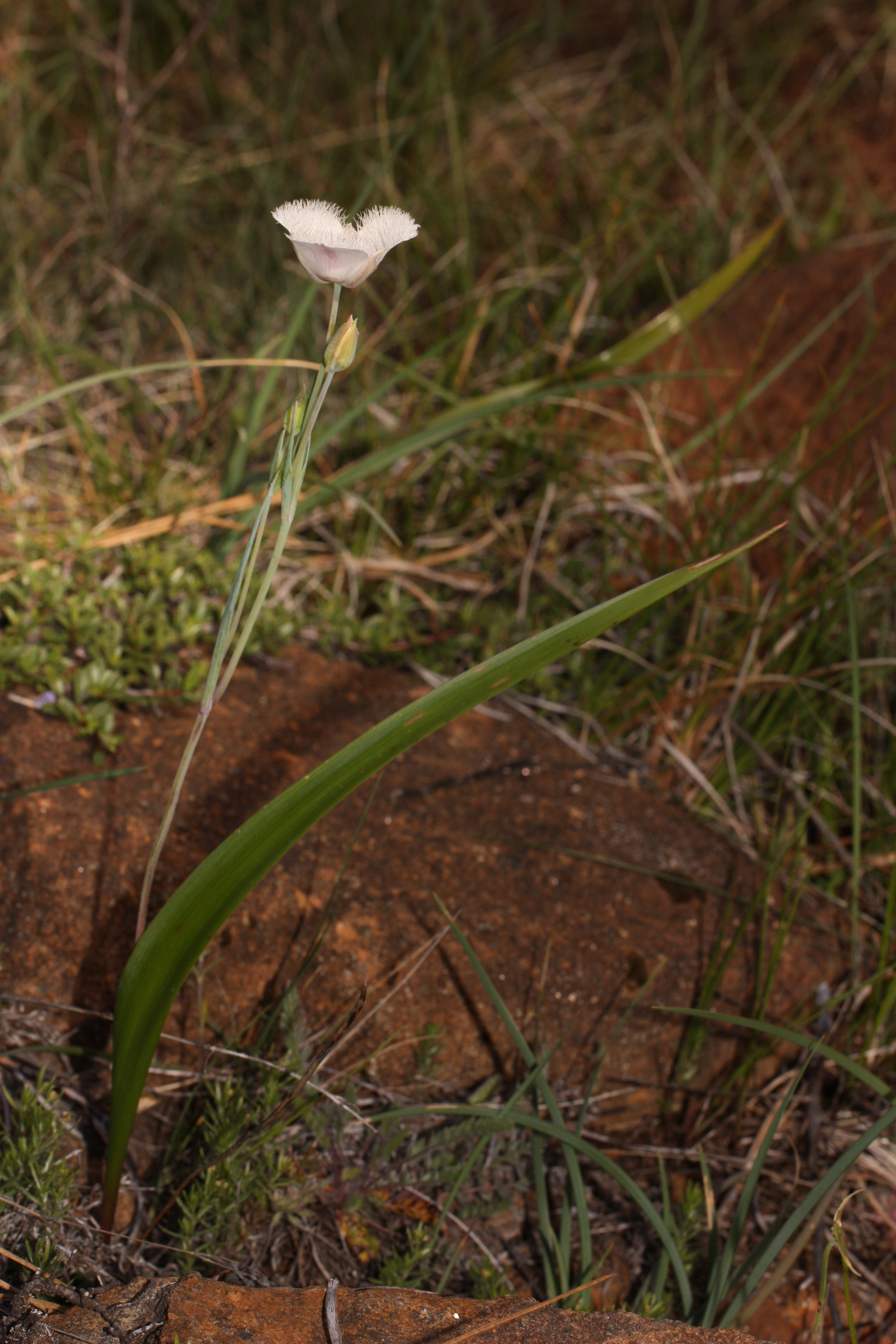
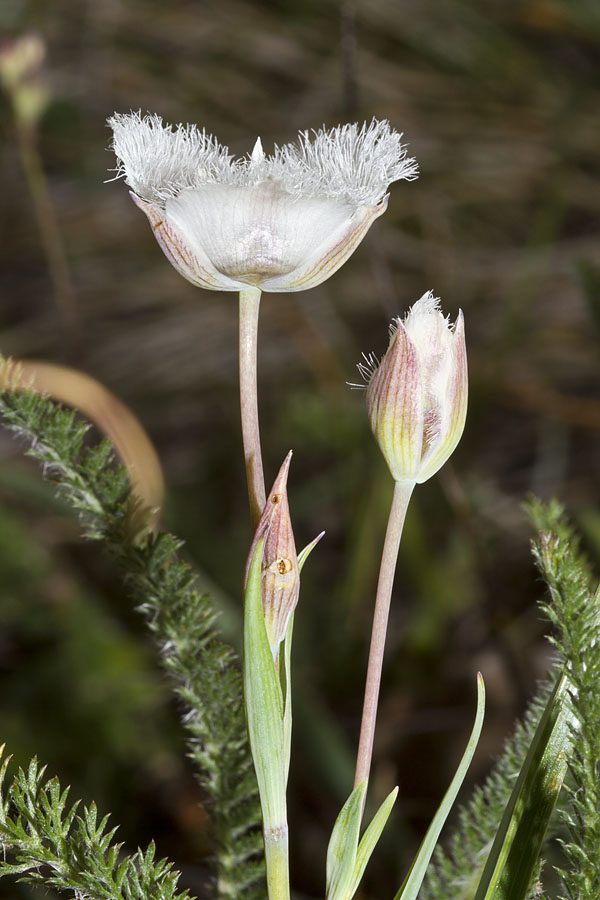
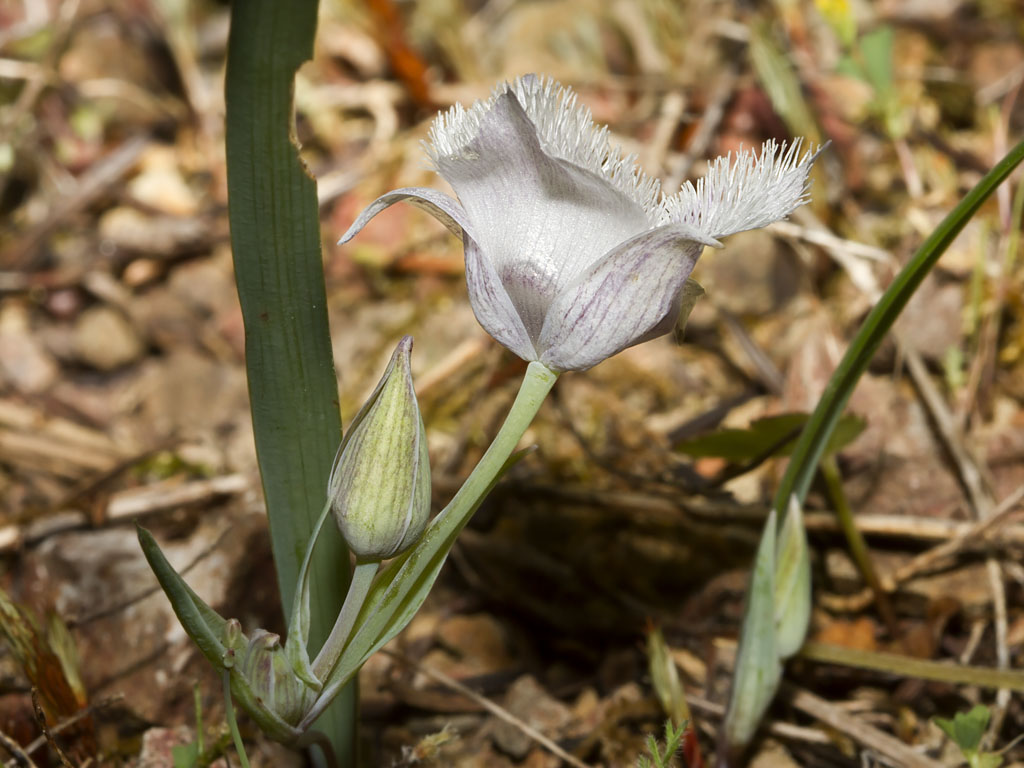
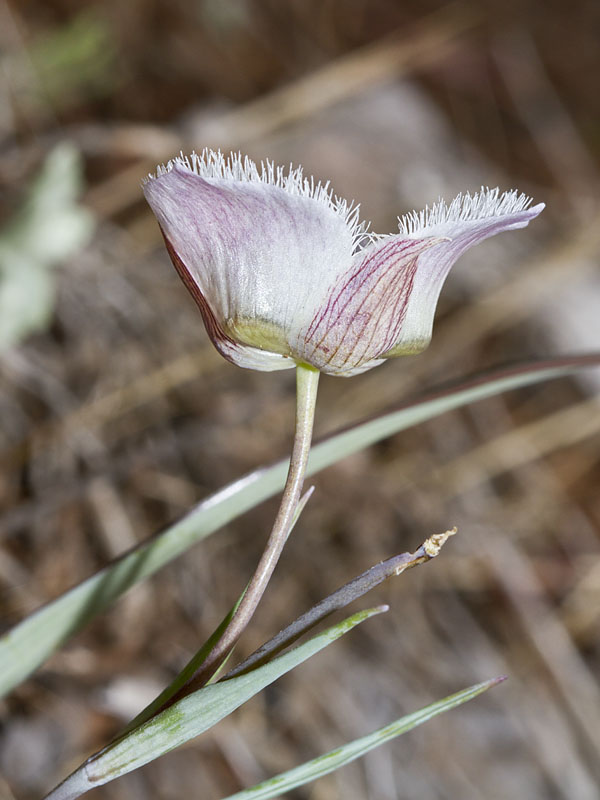